# Nagynyíri-erdő
Nagynyíri-erdő este o arie protejată (arie specială de conservare — SAC, sit de importanță comunitară — SCI) din Ungaria întinsă pe o suprafață de 750,08 ha, integral pe uscat.

## Localizare
Centrul sitului Nagynyíri-erdő este situat la coordonatele 46°56′59″N 19°33′31″E / 46.949722°N 19.558611°E.

## Înființare
Situl Nagynyíri-erdő a fost declarat sit de importanță comunitară în mai 2004 pentru a proteja 2 specii de plante și 3 specii de animale. Situl a fost protejat și ca arie specială de conservare, în februarie 2010.

## Biodiversitate
Situată în ecoregiunea panonică, aria protejată conține 3 habitate naturale: Tufărișuri panonice ale dunelor de nisip continentale (Junipero-Populetum albae), Stepe panonice nisipoase, Păduri stepice euro-siberiene cu Quercus spp..
La baza desemnării sitului se află mai multe specii protejate:
- plante (2): Colchicum arenarium, Iris humilis subsp. arenaria
- nevertebrate (3): Carabus hungaricus, Cucujus cinnaberinus, Euplagia quadripunctaria

Pe lângă speciile protejate, pe teritoriul sitului au mai fost identificate 21 de specii de plante, 4 specii de amfibieni, 3 specii de mamifere, 47 de specii de nevertebrate, 5 specii de reptile.